# Prijselasticiteit van het aanbod
De prijselasticiteit van het aanbod of aanbodelasticiteit is een maatstaf voor de gevoeligheid van een prijsverandering op de aangeboden hoeveelheid van een goed. De prijsverandering en de verandering van de aangeboden hoeveelheid worden beide uitgedrukt als percentages. De uitkomst zal een positief getal zijn, omdat een prijsverandering steeds leidt tot een verandering van de aangeboden hoeveelheid in dezelfde richting.
Binnen de micro-economie wordt het aanbod naar een goed geanalyseerd volgens het ceteris paribus-principe, waardoor bij de berekening van de aanbodelasticiteit andere aanbodbepalende factoren dan de prijs constant worden verondersteld.

## Berekening

### Bij meetbare veranderingen
Het gaat bij de bepaling van de aanbodelasticiteit om twee begrippen, prijs en aangeboden hoeveelheid (qa), die met elkaar in causaal verband worden gebracht. Wiskundig gebeurt dit door de begrippen te delen, waarbij het gevolg (hier: de relatieve hoeveelheidsverandering) steeds boven de deelstreep en de oorzaak (hier: de relatieve verandering van de prijs) steeds onder de deelstreep staan. In formulevorm is dat:
{\displaystyle {\text{aanbodelasticiteit}}\ {E_{a}}={\frac {{\text{procentuele verandering aangeboden hoeveelheid}}\ {q_{a}}}{\text{procentuele verandering prijs p}}}={\frac {{\dfrac {q_{an}-q_{ao}}{q_{ao}}}\times \ 100\%}{{\dfrac {p_{n}-p_{o}}{p_{o}}}\times \ 100\%}}}
Procentuele (of relatieve) veranderingen hebben als voordeel dat de uitkomst onafhankelijk is van de oorspronkelijke meeteenheden. Bij absolute veranderingen zal bij een keuze voor euro's en kilogrammen de uitkomst anders worden dan bij een keuze voor eurocenten en grammen. Bij procentuele veranderingen is de uitkomst dimensieloos. Dit maakt onderlinge vergelijkingen van elasticiteiten van verschillende goederen mogelijk. De procentuele veranderingen worden steeds berekend ten opzichte van de oude waarden.
Voorbeeld: Als de prijs van een goed stijgt van €2,00 naar €2,20, dan neemt de aangeboden hoeveelheid toe van 200.000 kg naar 250.000 kg.
De aanbodelasticiteit bij deze combinatie van prijs en aangeboden hoeveelheid van dat goed is dan {\displaystyle {\frac {+25\%}{+10\%}}=+2,\!5}
De uitkomst van +2,5 betekent dat een prijsstijging van bijvoorbeeld 1% zal leiden tot een stijging van de aangeboden hoeveelheid met 2,5% (want +2,5 × +1% = +2,5%). Een prijsdaling van bijvoorbeeld 2% zal leiden tot een daling van de gevraagde hoeveelheid met 5% (want ―2,5 × ―2% = ―5%).

### Puntelasticiteit
In de economische werkelijkheid zijn veranderingen in prijs of hoeveelheid altijd meetbaar. Er is dan sprake van een niet-continu functioneel verband tussen prijs en hoeveelheid. Toch kan het in de economische theorie gewenst zijn de verbanden te beschouwen als een continue functie. De veranderingen dienen dan zo klein te worden gemaakt dat ze niet meer meetbaar zijn. De oude en nieuwe prijs vallen nu samen, waardoor ook oude en nieuwe hoeveelheid samenvallen. Er zijn dan geen procentuele veranderingen meer. De hierboven gegeven formule van de elasticiteit voor meetbare veranderingen (segmentelasticiteit) zal moeten worden aangepast tot een formule voor niet-meetbare veranderingen, de puntelasticiteit:
{\displaystyle E_{a}={\frac {\%\ {\text{verandering aanbod}}}{\%\ {\text{verandering prijs}}}}={\frac {{\dfrac {q_{an}-q_{ao}}{q_{ao}}}\times \ 100\%}{{\dfrac {p_{n}-p_{o}}{p_{o}}}\times \ 100\%}}={\frac {\Delta q_{a}}{\Delta p}}\times {\frac {p_{o}}{q_{ao}}}} gaat bij een onmeetbare verandering van de prijs 
{\displaystyle (\lim _{\Delta p\to 0}{\frac {\Delta q_{a}}{\Delta p}})\times {\frac {p}{q_{a}}}} over in:
{\displaystyle {\frac {dq_{a}}{dp}}\times {\frac {p}{q_{a}}}}
De afgeleide formule voor de (punt)elasticiteit van het aanbod luidt dus: {\displaystyle {\frac {dq_{a}}{dp}}\times \ {\frac {\text{prijs p}}{{\text{hoeveelheid}}\ q_{a}}}}
Hierbij staat {\displaystyle {\frac {dq_{a}}{dp}}} voor het differentiaalquotiënt van de verandering van de aangeboden hoeveelheid (qa) als gevolg van de verandering van de prijs (p). Wiskundig is dit quotiënt de richtingscoëfficiënt ofwel de eerste afgeleide van de aanbodfunctie (of van de raaklijn bij een niet-lineaire functie). De functie moet dan wel expliciet in qa staan (dus de ongespecificeerde vorm qa=f(p) hebben), omdat p hier de oorzaak, de onafhankelijke variabele is.